# Andreas Anker Schau
Andreas und/oder Anker (auch Aneker, Ankar, dänisch-friesischer Vorname) Andres, Andresen oder  Andersen Schau (* 11. Februar 1813 in Holstein, vielleicht in Kiel; † 26. August 1873 in Wiesbaden) war ein Marineoffizier, zuletzt Kapitän zur See, im Dienst der Schleswig-Holsteinischen, Preußischen, Norddeutschen und Kaiserlichen Marine. Zuvor war er als ziviler Schiffsführer tätig.

## Leben

### Eintritt in die Schleswig-Holsteinische Marine
Andreas Anker Schau war vielleicht ein Bruder des aus Kiel stammenden Schiffbaumeisters Hans Sonne (friesischer Vorname Süne) Schau (1821–1893), der als Mitinhaber der Werft Schau & Oltmanns in Brake und Bremerhaven mit der provisorischen Schleswig-Holsteinischen Regierung zusammenarbeitete. Hans Sonne Schau war Offizier der Reichsflotte unter Konteradmiral Karl Rudolf Brommy bis zu deren Auflösung 1852 gewesen. 1850 wurde Marine-Schiffbaumeister Schau (1851: Schiffs-Bauconstructeur Schow) vom Oberkommando der Reichsflotte zur Flottenstation Bremerhaven und dann nach Brake versetzt. 1876 bis 1879 war er Vizepräsident der Geestemünder Handelskammer, 1885 Partner des Reeders Friedrich Busse und viele Jahre lang Beisitzer des Bremerhavener Seeamtes.
Nach einer Aufforderung des Departements des Kriegswesens der Schleswig-Holsteinischen Erhebung vom 27. Januar 1849 an alle zivilen Schiffsführer und Steuerleute trat Andreas Anker Schau am 19. Februar oder 25. Mai 1848 in Kiel 35-jährig als „interimistischer Offizier“ (Auxiliar-Leutnant mit dem Rang eines Seconde-Lieutenants der Armee) in die Schleswig-Holsteinische Marine ein.

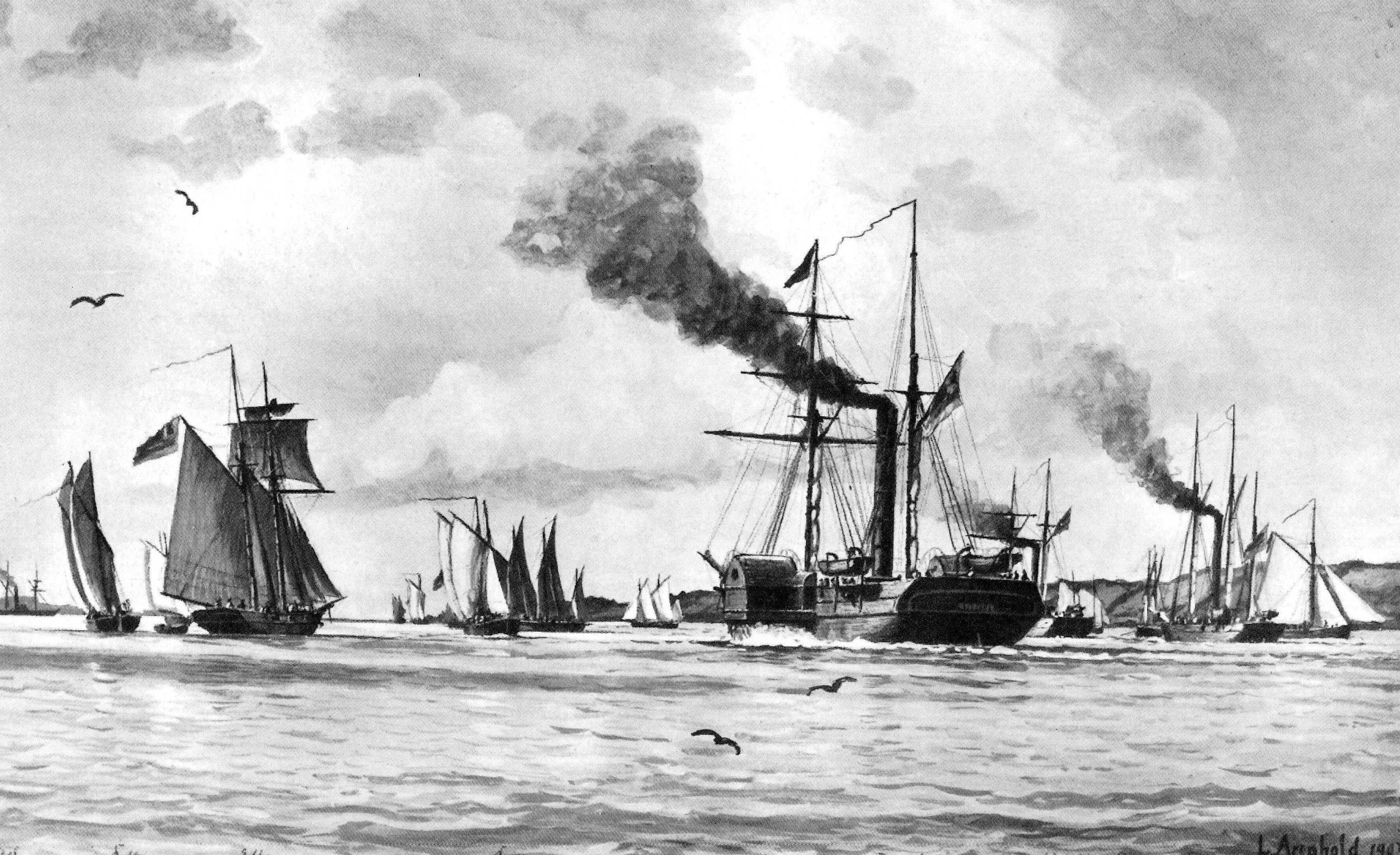
Die Schleswig-Holsteinische Flottille um 1850. Gemälde von Lüder Arenhold um 1905. In der Mitte der Raddampfer Bonin, links davon der Kriegsschoner Elbe, rechts von Bonin das Kanonenboot Von der Tann

Mit dem Dampfschiff Bonin, dem Flaggschiff der Schleswig-Holsteinischen Marine, brach Lieutenant Schau am 2. Juni 1849 die dänische Blockade vor Kiel zu einer Erkundungsfahrt nach Eckernförde. Vor Eckernförde kam es zu einem Gefecht mit dem dänischen Kriegsdampfer Hekla. Schon am 11. Mai 1849 hatte ein schleswig-holsteinischer Verband bestehend aus dem Dampfer Bonin mit fünf geschleppten Kanonenbooten das vor Kiel liegende Blockadegeschwader (u. a. Dampfer Hekla) angegriffen. Bis in den Spätherbst 1849 kommandierte Schau als Nachfolger von Auxiliarleutnant Eduard Thomas den Kriegsschoner Elbe, der im März 1848 vor dem damals noch dänischen Altona im Handstreich genommen worden war und der Schleswig-Holsteinischen Marine als Schulschiff diente.
Anker Schau wurde am 8. März 1850 zum Leutnant zur See 2. Klasse befördert.
In der Nacht vom 21. zum 22. Juli 1850 hatten die schleswig-holsteinischen Schiffe Bonin und Löwe und einige Kanonenboote unter Lieutenant Schau bei Stein vor dem Kieler Hafen ein Gefecht mit dem dänischen Raddampfer Holger Danske, der sich schließlich zurückzog.
In Holtenau hatten die Leutnants Schau und Nikolaus Christian Wraa (Wraae) 1850 eine Auseinandersetzung mit dem Schleusenwärter des Eider-Kanals Julius Ewers (Ebers), die disziplinarisch als Beleidigung mit einem Verweis geahndet wurde. Für ein Verlassen seiner Station auf dem Dampfschiff Bonin erhielt Schau 1850/51 einen vierzehntägigen Stubenarrest. In einem Kriegsgerichtsverfahren wurde Leutnant Schau der Verlust des Dampfschraubenboots Nr. 1 im Gefecht mit dänischen Kriegsschiffen vor dem Hafen von Neustadt in Holstein am 21. Juli 1850 vorgeworfen. Das Schraubenkanonenboot Nr. 1 Von der Tann aus Schaus Flottille war von seinem Kommandanten Auxiliar-Lieutenant Louis August Lange († nach 1909), der einen Verweis erhielt, aufgegeben und von der Besatzung in Brand gesetzt worden.
Am 18. Dezember 1850 war Schau als Kommandant des Dampfschiffs Bonin an einer Erprobung des Brandtauchers (U-Boots) von Wilhelm Bauer in der Kieler Bucht beteiligt und veranlasste nach einem misslungenen Tauchversuch die vorläufige Versenkung dieses „Teufels auf der See“. Am 30. April 1851 wurde Leutnant Schau „wegen Reduction der Marine der Abschied ertheilt“.

### Ausrüstungs-Direktor und Chef der preußischen Reserve-Flottillendivision in Kiel

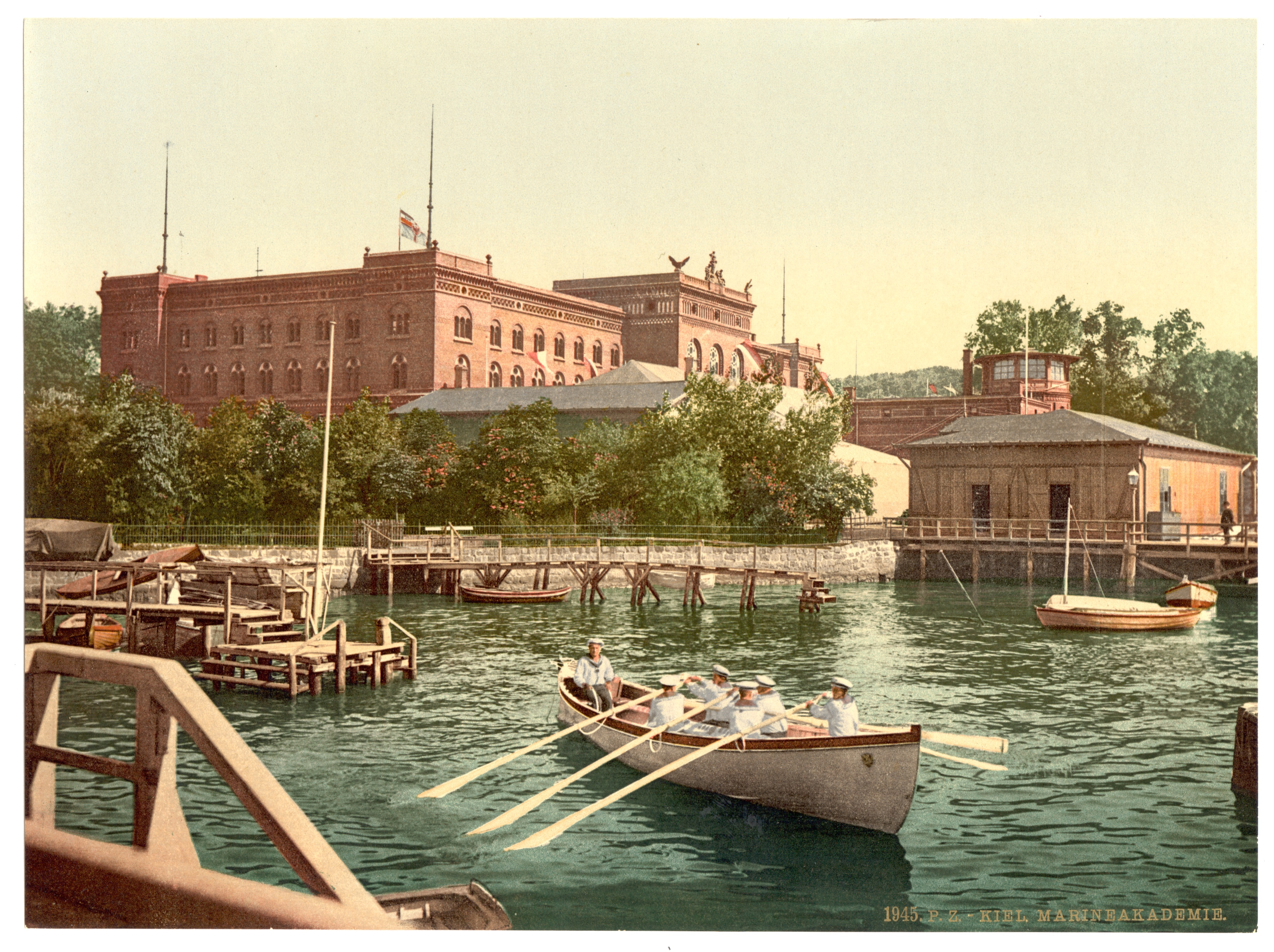
Stationskommando der Marinestation der Ostsee in Kiel

Leutnant Schau wurde in die Preußische Marine übernommen. 1852 bis 1856 war er preußischer Leutnant zur See 2. Klasse, 1857 bis 1864 Leutnant zur See 1. Klasse. Leutnant zur See Schau wurde bis 1859 zur Dienstleistung als Ausrüstungs-Direktor in der 2. Abteilung „für technische Angelegenheiten“ der Marinestation der Ostsee kommandiert. Andreas Schau wohnte 1852 mit seiner Ehefrau Alwine († vermutlich um 1898) in Kiel, Am Wall 103B. Am 25. April 1864 wurde er zum Korvettenkapitän befördert und als Chef der Reserve-Flottillendivision eingesetzt. Während er noch 1865 postalisch nur über das Hafen-Comtoir in der „Schumacherstraße“ zu erreichen war, gab er 1867 als Adresse „Dammstraße 466“ an und 1869 die „Kataster-Nr. 84“ in Kiel-Düsternbrook.
Wegen „des sehr jugendlichen Leutnants Bothwell“ kam es zu dieser Zeit nach einer Mitteilung von Korvettenkapitän Alfred Tesdorpf (1850–1914) einmal zwischen Vater Arthur von Bothwell, dem Chef der Marinestation der Ostsee der Marine des Norddeutschen Bundes in Kiel von 1867 bis 1869, und Korvettenkapitän Schau zu einer Duellforderung, „die gütlich beizulegen bei dem Starrsinn der beiden würdigen Kommandanten sehr schwer hielt“. 1870 wurde der Abgang des Unterlieutenants zur See v. Bothwell, der auf Preußischer Adler gedient hatte, aus der Marine vermerkt. Tesdorpf charakterisiert seinen ehemaligen Bootskommandanten so: „Kapitän Schau, mit holsteiner Dialekt auszusprechen, ein famoser, harmloser Herr, elegant im Auftreten und gegen uns (Seekadetten) geradezu väterlich gesonnen … gehörte wohl zu den besten Kennern unserer damaligen Seedergels („Deergel“ = „Kleinkind“, See-Deergels (pl.) hier: kleine Kanonenboote)“.

### Abordnung ins Mittelmeer

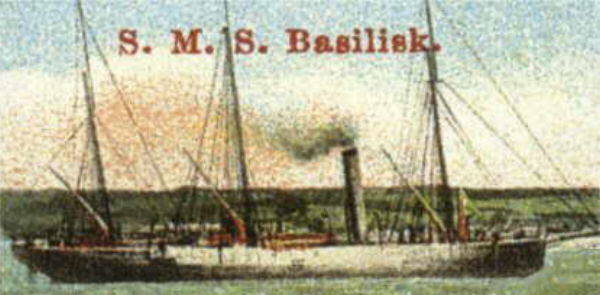
Die Basilisk auf einer zeitgenössischen Postkarte

1864 hatte Preußen ein kleines Geschwader unter dem Befehl von Korvettenkapitän Gustav Klatt bestehend aus dem Radaviso Preußischer Adler und den beiden Kanonenbooten Basilisk und Blitz ins Mittelmeer geschickt, das deutsche Interessen in Griechenland schützen sollte. Ein Schiff sollte gemäß dem Pariser Frieden von 1856 im Schwarzen Meer in der Sulina-Mündung der Donau stationiert werden.

### Seegefecht vor Helgoland im Deutsch-Dänischen Krieg

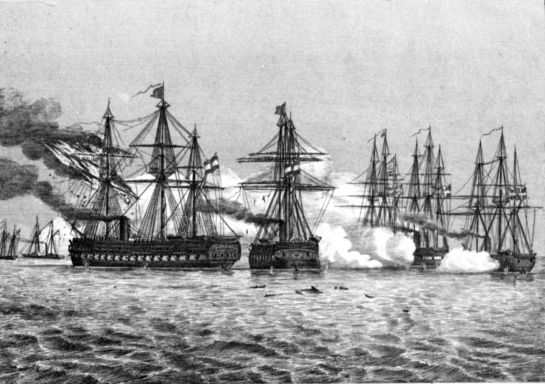
Fregatten Schwarzenberg, Radetzky, Niels Juel und Jylland, Korvette Hejmdal. Im Hintergrund preußische Kanonenboote. Kupferstich des Seegefechts

Unmittelbar vor Beginn des Deutsch-Dänischen Kriegs wurde das Geschwader aus dem Mittelmeer in die Heimat zurückbeordert und vereinigte sich vor Texel mit einem österreichischen Geschwader unter Linienschiffskapitän Wilhelm von Tegetthoff. Am 9. Mai 1864, während des Deutsch-Dänischen Krieges, nahmen Korvettenkapitän Schau mit dem Kanonenboot I. Klasse (Camaeleon-Klasse) Basilisk und Kapitänlieutenant Archibald MacLean (1832–1884) mit dem Kanonenboot Blitz am Seegefecht vor Helgoland teil.
Der königlich preußische Corvetten–Capitain Andreas Ankar Schau wurde mit dem Ritterkreuz III. Klasse des kaiserlich-österreichischen Ordens der eisernen Krone ausgezeichnet. 1864 wurde dem Korvetten–Capitain und Kommandanten Schau vom Dampfkanonenboot 1. Klasse Basilisk der Rote Adler-Orden vierter Klasse mit Schwertern (für Kriegsverdienst) am Ring verliehen. Er erhielt auch die preußisch-österreichische Kriegsdenkmünze für 1864.
Im April 1865 reisten Korvettenkapitän Schau, Kommandant der Kieler Kanonenbootdivision, und Kapitänlieutenant MacLean, erster Offizier auf der Augusta, nach Bordeaux, um das Widder-Panzerschiff Cheops (von der Werft L’Arman Frères am 10. Juli 1865 ausgeliefert) nach Danzig zu überführen. Bei der Indienststellung am 29. Oktober 1865 wurde es in Prinz Adalbert umbenannt. Anschließend erhielt Korvettenkapitän Schau das Kommando über Dampfaviso Grille. Am 1. August 1865 wurde in Danzig das Kasernenschiff Barbarossa für die Überführung unter das Kommando des Korvettenkapitäns Schau gestellt und noch im August von der Vineta nach Kiel geschleppt.

### Preußisch-Österreichischer Krieg

Die Gazelle

Seit 1866 war Andreas Aneker Schau als Korvetten-Kapitän der Preußischen Marine Kommandant der Gedeckten Korvette (Schraubenkorvette) Gazelle. Im März 1866 wurde er als Kommandant der Gazelle zum neugebildeten preußischen Geschwader im Kriegshafen Kiel versetzt. Das Geschwader unter Konteradmiral Eduard von Jachmann verließ Kiel am 28. Juni 1866; der schnelle Friedensschluss am 23. August 1866 verhinderte jedoch eine Teilnahme am Preußisch-Österreichischen Krieg, und es wurde am 17. September wieder aufgelöst. Von Oktober 1866 bis Januar 1867 war Anker Schau Kommandant der Nymphe. Vom 1. April bis 6. Mai 1867 befehligte er die Arcona bei einer Überführung. Mit dem 25. Juni 1867 ging die Preußische Marine an die Marine des Norddeutschen Bundes, am 1. Februar 1872 wurde nach Art. 53 der Reichsverfassung vom 16. April 1871 die Kaiserliche Marine gebildet, der Schau noch ein knappes Jahr angehörte.
Vom 12. Juni bis 14. September 1967 und vom 1. April 1869 bis 25. Mai 1870 war Schau Kommandant der 1849 von Dänemark erbeuteten Segelfregatte Gefion. Am 25. Januar 1870 wurde Schau zum Kapitän zur See befördert. Er wurde als Nichtkombattant auch noch mit der Kriegsdenkmünze für die Feldzüge 1870–71 ausgezeichnet.

### Abschied und Tod
Am 20. August 1872 wurde Kapitän zur See Schau der Abschied mit Pension bewilligt, und am 16. Januar 1873 wurde Kapitän zur See a. D. Schau in die Kategorie der zur Disposition gestellten Offiziere, d. h. in den einstweiligen Ruhestand, versetzt. 1873 wohnte Schau in Kiel-Vorstadt im „Fleethörn 33“. Kurz drauf starb er. Alwine Schau († vermutlich um 1898), „verwitwete Frau Capitain z. See“, wohnte 1875/76 (nicht mehr 1878) in der Carlstraße 30. 1895–98 war Alwine Schau Mitglied des Vereins „Frauenwohl“ der Frauenrechtsbewegung in Danzig.

## Namensgleichheit
Um eine namensgleiche andere Person handelt es sich bei Andreas Schau († nach 1906), ziviler Kapitän des deutschen Dampfschiffes Mannheim aus Hamburg, der 1906 eine Goldmedaille der Liverpool Shipwreck and Humane Society erhielt für die Rettung von elf Besatzungsmitgliedern des am 11. März 1906 im Nordatlantik gesunkenen englischen Dampfschiffes British King aus Liverpool.